# Hubert Berens
Hubert Anton Berens (* 6. Mai 1936 in Suttrop; † 9. Februar 2015 in Erlangen) war ein deutscher Mathematiker, der sich mit Approximationstheorie und Funktionalanalysis befasste.
Nach dem Abitur in Rüthen 1957 wandte sich Berens dem Studium der Mathematik an der RWTH Aachen zu, das er 1962 mit dem Diplom abschloss. 1964 wurde er dort bei Paul Leo Butzer promoviert (Approximationssätze für Halbgruppenoperatoren in intermediären Räumen). Danach war er an der University of California, Santa Barbara, und an der University of Texas at Austin bei George G. Lorentz. Er war von 1973 bis zur Emeritierung 2001 ordentlicher Professor an der Friedrich-Alexander-Universität Erlangen-Nürnberg.
Mit seinem Doktorvater schrieb er eine Monographie über Halbgruppen von Operatoren in der Grundlehren-Reihe.

## Schriften
- Interpolationsmethoden zur Behandlung von Approximationsprozessen auf Banachräumen, Lecture Notes in Mathematics 64, Springer 1968
- mit Paul Leo Butzer: Semi-Groups of Operators and Approximation. Grundlehren der mathematischen Wissenschaften 145, Springer 1967